# 200 (liczba)
200 (dwieście) – liczba naturalna następująca po 199 i poprzedzająca 201.

## W matematyce
- 200 jest liczbą Harshada[1]
- 200 jest liczbą praktyczną[2]
- 200 jest liczbą potężną[3]
- 200 jest najmniejszą liczbą, która nie może zostać zmieniona w liczbę pierwszą przez zmianę jednej cyfry (liczby o takiej własności tworzą ciąg arytmetyczny)
- 200 jest palindromem liczbowym, czyli może być czytana w obu kierunkach, w pozycyjnym systemie liczbowym o bazie 7 (404) oraz bazie 9 (242)
- 200 należy do czternastu trójek pitagorejskich (45, 200, 205), (56, 192, 200), (120, 160, 200), (150, 200, 250), (200, 210, 290), (200, 375, 425), (200, 480, 520), (200, 609, 641), (200, 990, 1010), (200, 1242, 1258), (200, 1995, 2005), (200, 2496, 2504), (200, 4998, 5002), (200, 9999, 10001).

## W nauce
- galaktyka NGC 200
- planetoida (200) Dynamene
- kometa krótkookresowa 200P/Larsen

## W kalendarzu
200. dniem w roku jest 19 lipca (w latach przestępnych jest to 18 lipca). Zobacz też co wydarzyło się w roku 200, oraz w roku 200 p.n.e.